# Berhaneyesus Demerew Souraphiel
Berhaneyesus Demerew Souraphiel, C.M. (Tchela Claka, 14 de julio de 1948) es un cardenal etíope, arzobispo de Addis Abeba y primado de la Iglesia católica etiópica.

## Biografía

### Sacerdocio
Miembro de la orden religiosa de la Congregación de la Misión (también conocidos como padres paúles, vicencianos o lazaristas), fue ordenado sacerdote el 4 de julio de 1976.  
Durante el régimen marxista de Derg (1974-1987), Berhaneyesus que trabajaba en Jima (provincia de Keffa) fue encarcelado durante siete meses, el primer mes en aislamiento. Cuenta él mismo que "durante ese mes estaba aterrado. Recé mucho. Fue una oportunidad para mí porque en esa situación estás desnudo ante Dios. No te puede ayudar nadie, estáis solos tú y Él. Ese periodo me dio la fe para confiar en Dios en cualquier circunstancia". En 2005 se encontró con Tessema Belay, la persona que le había detenido. Fue a visitarle a la cárcel al volver del exilio. Le pidió perdón, y Berhaneyesus le dijo que le había perdonado hacía mucho tiempo. Lo aprendió de Juan Pablo II y de cómo perdonó a Mehmet Ali Ağca.
En 1994 fue nombrado prefecto de Jimma-Bonga, y en 1997 administrador apostólico de Addis Abeba.

### Episcopado
El 7 de noviembre de 1997 fue nombrado obispo titular de Bita, siendo consagrado el 25 de enero de 1998 por el cardenal Paulos Tzadua. El 7 de julio de 1999 fue nombrado arzobispo de Addis Abeba, tras la jubilación del cardenal Tzadua.
Durante el pontificado del papa Francisco fue convocado para participar en calidad de padre sinodal en el sínodo extraordinario de obispos sobre la familia (2014), en su carácter de presidente del Consejo de la Iglesia etíope y presidente de la Conferencia episcopal de Etiopía y Eritrea.

### Cardenalato
El papa Francisco lo proclamó cardenal de la Iglesia católica en el consistorio celebrado el 14 de febrero de 2015, con el título de San Romano Martire.
El 17 de marzo de 2015 fue nombrado miembro de Congregación para las Iglesias Orientales y del Pontificio Consejo para la Pastoral de los Emigrantes e Itinerantes.
El 4 de mayo de 2021 fue confirmado como miembro de la Congregación para las Iglesias Orientales  ad aliud quinquennium.
| Predecesor: Paulos Tzadua | Arzobispo de Addis Abeba 1999 - | Sucesor: En el cargo |